# فرد تیلسون
فرد تیلسون (به انگلیسی: Fred Tilson) بازیکن فوتبال زادهٔ ۱۹ آوریل ۱۹۰۴ اهل کشور انگلستان که سابقهٔ بازی در تیم ملی فوتبال انگلستان را در کارنامهٔ خود دارد. وی در تاریخ ۱۰ مه ۱۹۳۴ نخستین بازی ملی خود را در مقابل تیم ملی فوتبال مجارستان انجام داد و با حضور در ۴ بازی ملی، در تاریخ ۱۹ اکتبر ۱۹۳۵ واپسین بازی ملی‌اش را در برابر تیم ملی فوتبال ایرلند شمالی برگزار کرد.
این بازیکن توانسته در بازی‌های ملی، ۶ گل به ثمر برساند.